# Korytnica (Powiat Węgrowski)
Korytnica ist ein Dorf sowie Sitz der gleichnamigen Landgemeinde im Powiat Węgrowski der Woiwodschaft Masowien, Polen.

## Geschichte
Das Dorf Korytnica wurde zum ersten Mal 1419 erwähnt. Um 1427 bestand dort eine Pfarrei der Płocker Diözese. Seit 1795 gehörte sie zur österreichisch-ungarischen Monarchie, seit 1809 zum Herzogtum Warschau, seit 1815 zum Kongresspolen. Seit 1918 befindet sich Korytnica im polnischen Hoheitsgebiet.
Korytnica war am Ende des 18. Jahrhunderts Eigentum des königlichen Kammerherrn Simone de Cortelli. Seit 1836 war sie im Besitz von Ignacy Sobieski, später des Grafen Adam Ronikier. Um 1902 wurde sie von Teodor Holder-Egger übernommen.
Im August 1915 verließen die Russen Korytnica, Das Dorf kam unter die deutsche Herrschaft. Am Ende 1918 entstanden die polnischen Behörden. Im September 1920 wurde Korytnica kurzzeitig von der Roten Armee besetzt. Im Zweiten Weltkrieg wurde Korytnica am 11. September 1939 von der Wehrmacht besetzt, am 11. August 1944 kamen die sowjetischen Streitkräfte.

## Gemeinde
Zur Landgemeinde (gmina wiejska) Korytnica gehören folgende 41 Ortschaften mit einem Schulzenamt (solectwo):
Adampol
Bednarze
Chmielew
Czaple
Dąbrowa
Decie
Górki Borze
Górki-Grubaki
Górki Średnie
Jaczew
Jugi
Kąty
Komory
Korytnica
Kruszew
Kupce
Leśniki
Lipniki
Maksymilianów
Nojszew
Nowy Świętochów
Paplin
Pniewnik
Połazie Świętochowskie
Rabiany
Rąbież
Roguszyn
Rowiska
Sekłak
Sewerynów
Stary Świętochów
Szczurów
Trawy
Turna
Wielądki
Wola Korytnicka
Wypychy
Zakrzew
Zalesie
Żabokliki
Żelazów
Weitere Orte der Gemeinde ohne Schulzenamt sind Kietlanka und Leśniczówka Turna.